# Душмани (род)
Душмани или Дусмани — албанский владетельный род , который управлял частью исторического района Пилот, где сейчас находится Дукаджинское нагорье в Северной Албании, в течение XV века при Венецианской республике.

## История
Название «Душман» происходит от славянского корня duša (дух, душа), как есть «Dušan», с суффиксом — человек, и использовался в сербском обществе со средних веков и, по крайней мере, до XIX века. Самое старшее поколение семьи упоминается 2 июня 1403 года, когда Венецианский сенат утвердили за тремя братьями (Горанин, Дамьян и Ненад) владение над их собственными землями «Малый Пулати» (или «Нижний Пулати», лат. Polatum Minus) как венецианскими подданными. Венецианская республика различными путями подчиняла своей власти местную знать в регионе Скутари и, тем самым, создала вокруг своих владений определенную зону безопасности против турок-османов. В июле 1404 года братья потребовали от правительства, чтобы их тяжбы были адресованы в суд кнеза в Скутари .
В 1427 году некий «Душманус» упоминается в качестве епископа Полатума . Церковный историк Даниэле Фарлати (1690—1773) назвал его Дуссус и поставил его пребывание в должности в 1427—1446 годах.
Пал Душмани (? — 1457) был католическим епископом в Сваче (Черногория) в 1443 году, Дривасто (Албания) в 1446 году и Скадарской Крайне в 1454 году.
Лека Душмани, был упомянут как один из основателей Лежской лиги в 1444 году. Он правил в районе Задрима, между Скутари и Лежем. Дочь Леки Ирина (Джерина) стала причиной конфликта между Лекой Дукаджини и Лекой Захарией. Она предпочла князя Захарию, но это не было принято князем Лекой Дукаджини, который убил Захарию. В итоге это привело к Албано-Венецианской войне (1447—1448), в которой роды Душмани и Спани не участвовали.
В Дривасто Божидар Душмани собрал противников Венецианской республики ив союзе с князем Лекой Дукаджини стал готовиться к восстанию в городе и его окрестностях. Заговорщики планировали атаковать Дриваст, который принадлежал венецианцам, но их заговор был раскрыт. В марте 1451 году Совет сорока в Венеции осудил Божидара Душмани на 30 лет ссылки из венецианских владений в Албании.
В июле 1452 года папа Римский Николай V направил Павла Душмани в Албанию для урегулирования конфликта между Лекой Дукаджини и Скандербегом.
Согласно Деметриосу Сицильяносу, род Душмани в конечном итоге произошел от албанского дворянина XV века «Лекаса (Александра) Дусманиса», чья семья нашла убежище в Греции после завоевания турками-османами Албании в правление Мехмеда II Фатиха (1451—1481).